# Línea de alta velocidad Colonia-Aquisgrán
La línea de alta velocidad Colonia - Aquisgrán es una línea ferroviaria en Alemania que conecta las ciudades de Colonia y Aquisgrán. Es la parte alemana de la línea de alta velocidad París–Bruselas–Colonia incluida entre los proyectos de Redes Transeuropeas de Transporte. No se trata de una línea ferroviaria nueva, sino del proyecto de actualización de la línea existente que fuera abierta en 1841 por la compañía Rheinische Eisenbahn (ferrocarril del Rin). 

## Características
La línea tiene una longitud de 70 km. Los primeros 40 km desde Colonia hasta Düren han sido totalmente reconstruidos desde 2002. En esta sección la línea permite velocidades de hasta 250 km/h. Dispone de vías separadas para alta velocidad y paralelas a las del tráfico local S-Bahn. El resto de la línea de (Düren a Aquisgrán) permite velocidades de hasta 160 km/h con algunas secciones más lentas. La actualización de Düren-Aquisgrán está prevista en un futuro próximo.

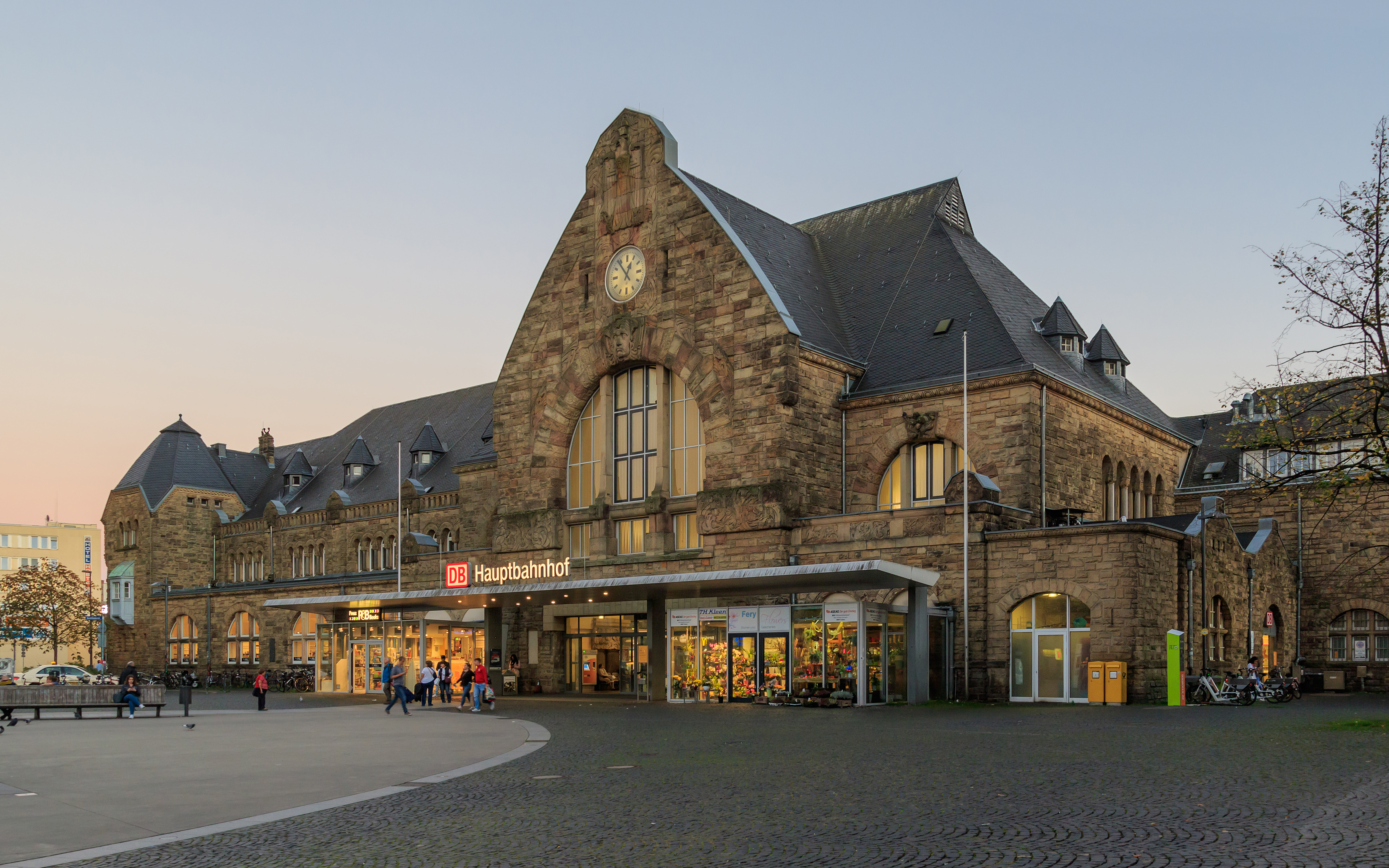
Estación Central de Aquisgrán.

Entre Aquisgrán y la frontera belga se encuentra el Buschtunnel, un túnel ferroviario con algunas partes que datan de 1838, que resultaba ser un cuello de botella para la línea. De hecho cuando se electrificó la línea quedó tan poco espacio disponible dentro del túnel que se dejó una sola vía. Como el túnel se encontraba en pobres condiciones, la velocidad dentro del mismo estaba limitada a 40 km/h. En diciembre de 2007 se inauguró otro túnel paralelo de vía única. Este nuevo túnel es apto para velocidades de hasta 160 km/h. El viejo túnel se ha cerrado temporalmente y está prevista su renovación para hacerlo apto para velocidades de hasta 160 km/h.
Al entrar en Bélgica, la línea continúa como la LAV 3 belga. Como curiosidad, la línea aparece en el simulador de trenes Train Sim World 2 junto con el InterCityExpress y el Bombardier Talent 2.